# Neder-Navarra

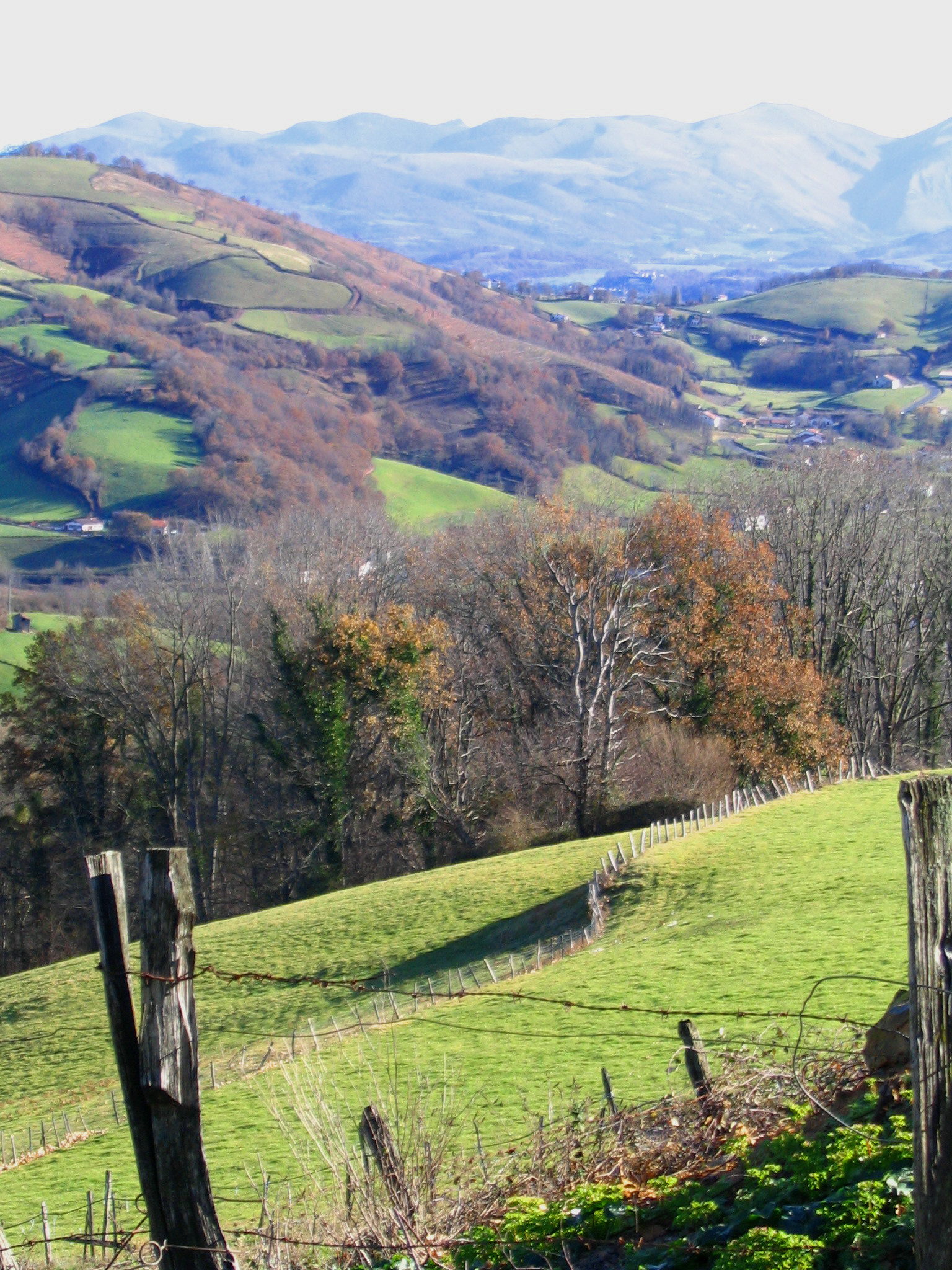
Neder-Navarra, in de buurt van Saint-Étienne-de-Baïgorry (2006)

Neder-Navarra (Baskisch: Nafarroa beherea; Frans: Basse-Navarre) is een voormalige Franse provincie, en een van de zeven traditionele Baskische provincies. De hoofdstad is Saint-Jean-Pied-de-Port. De grootste plaats is Saint-Palais.
Neder-Navarra maakte oorspronkelijk deel uit van het koninkrijk Navarra als de merindad Over-de-Passen (Baskisch: Portuostea; Spaans: Ultra-Puertos). Nadat het koninkrijk in 1512 was veroverd door Spanje, heroverde de Navarrese koning in 1521 de noordelijke merindad. In 1531 gaf de Spaanse koning Karel I zijn aanspraken op Neder-Navarra op. In 1589 werd de Navarrese koning Hendrik III ook koning van Frankrijk (als Hendrik IV); sindsdien waren de koninkrijken Frankrijk en Navarra (dat nog slechts bestond uit Neder-Navarra) door een personele unie met elkaar verbonden. Koning Lodewijk XIII verenigde beide koninkrijken in 1620 formeel. Neder-Navarra beschikte echter nog over een grote mate van autonomie. Deze aparte positie erodeerde steeds meer, en Neder-Navarra werd in de loop van de tijd steeds meer een gewone Franse provincie. De Franse Revolutie bracht een formeel einde aan de bestuurseenheid Neder-Navarra.
Nu vormt Neder-Navarra samen met Soule en Labourd Frans Baskenland, ook wel aangeduid met Noord-Baskenland, onderdeel van het departement Pyrénées-Atlantiques.

## Lijst van gemeentes in Neder-Navarra
| officiële (Franse) naam     | Baskische naam            |
| --------------------------- | ------------------------- |
| Ahaxe-Alciette-Bascassan    | Ahatsa-Altzieta-Bazkazane |
| Aïcirits-Camou-Suhast       | Aiziritze-Gamue-Zohazti   |
| Aincille                    | Aintzila                  |
| Ainhice-Mongelos            | Ainhize-Monjolose         |
| Aldudes                     | Aldude                    |
| Amendeuix-Oneix             | Amendüze-Unaso            |
| Amorots-Succos              | Amorotze-Zokotze          |
| Anhaux                      | Anhauze                   |
| Arancou                     | Erango                    |
| Arbérats-Sillègue           | Arberatze-Zilhekoa        |
| Arbouet-Sussaute            | Arboti-Zohota             |
| Arhansus                    | Arhantsusi                |
| Armendarits                 | Armendaritze              |
| Arnéguy                     | Arnegi                    |
| Arraute-Charritte           | Arrueta-Sarrikota         |
| Ascarat                     | Azkarate                  |
| Aussurucq                   | Altzürükü                 |
| Ayherre                     | Aiherra                   |
| Banca                       | Banka                     |
| Béguios                     | Behauze                   |
| Béhasque-Lapiste            | Behaskane-Laphizketa      |
| Béhorléguy                  | Behorlegi                 |
| Bergouey-Viellenave         | Burgue-Erreiti            |
| Beyrie-sur-Joyeuse          | Bithiriña                 |
| Bidache                     | Bidaxune                  |
| Bidarray                    | Bidarrai                  |
| Bunus                       | Bunuze                    |
| Bussunarits-Sarrasquette    | Duzunaritze-Sarasketa     |
| Bustince-Iriberry           | Buztintze-Hiriberri       |
| Came                        | Akamarre                  |
| Caro (Pyrénées-Atlantiques) | Zaro                      |
| Estérençuby                 | Ezterenzubi               |
| Gabat                       | Gabadi                    |
| Gamarthe                    | Gamarte                   |
| Garris                      | Garrüze                   |
| Hélette                     | Heleta                    |
| Hosta                       | Hozta                     |
| Ibarrolle                   | Ibarrola                  |
| Iholdy                      | Iholdi                    |
| Ilharre                     | Ilharre                   |
| Irissarry                   | Irisarri                  |
| Irouléguy                   | Irulegi                   |
| Ispoure                     | Izpura                    |
| Isturits                    | Izturitze                 |
| Jaxu                        | Jatsu Garazi              |
| Juxue                       | Jutsi                     |
| La Bastide-Clairence        | Bastida                   |
| Labets-Biscay               | Labetze-Bizkai            |
| Lacarre                     | Lakarra                   |
| Lantabat                    | Landibarre                |
| Larceveau-Arros-Cibits      | Larzabale-Arroze-Zibitze  |
| Larribar-Sorhapuru          | Larribarre-Sorhapürü      |
| Lasse                       | Lasa                      |
| Lecumberry                  | Lekunberri                |
| Luxe-Sumberraute            | Lüküze-Altzümarta         |
| Masparraute                 | Martxueta                 |
| Méharin                     | Mehaine                   |
| Mendive                     | Mendibe                   |
| Orègue                      | Oragarre                  |
| Orsanco                     | Ostankoa                  |
| Ossès                       | Ortzaize                  |
| Ostabat-Asme                | Izura-Azme                |
| Pagolle                     | Pagola                    |
| Saint-Esteben               | Donostiri                 |
| Saint-Étienne-de-Baïgorry   | Baigorri                  |
| Saint-Jean-le-Vieux         | Donazaharre               |
| Saint-Jean-Pied-de-Port     | Donibane Garazi           |
| Saint-Just-Ibarre           | Donaixti-Ibarre           |
| Saint-Martin-d'Arberoue     | Donamartiri               |
| Saint-Martin-d'Arrossa      | Arrosa                    |
| Saint-Michel                | Eiheralarre               |
| Saint-Palais                | Donapaleu                 |
| Sames                       | Samatze                   |
| Suhescun                    | Suhuskune                 |
| Uhart-Cize                  | Uharte Garazi             |
| Uhart-Mixe                  | Uhartehiri                |
| Urepel                      | Urepele                   |